# Zhongshan Dao

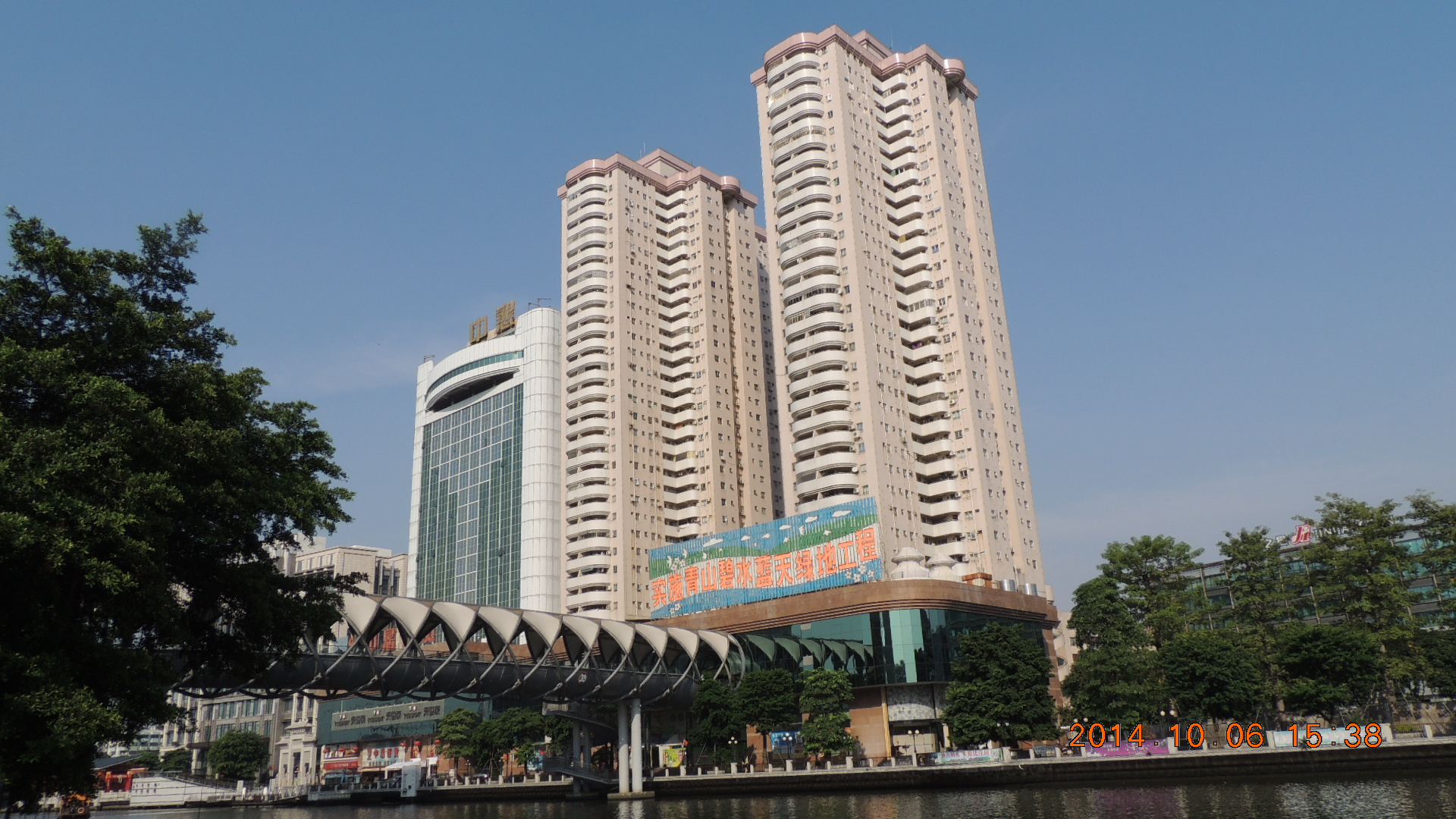
Grattacieli di Zhongshan

Zhongshan Dao (中山岛S, letteralmente "isola di Zhongshan"), nota anche come isola di Macao o isola Xiangshan, è un'area della provincia cinese dello Guangdong posta sul lato occidentale del delta del Fiume delle Perle. 
È da notare che la denominazione di "isola" è solo informale e i governi di Macao e di Zhuhai non definiscono quest'area come un'isola. 
Quest'area, lunga circa 80 km e larga circa 40 km, è separata dal continente da una stretta via d'acqua, ed ha una popolazione di circa 2.300.000 abitanti, che ne fanno l'isola fluviale più popolata al mondo. 
Nella parte meridionale dell'isola si trova gran parte della Regione amministrativa speciale di Macao. Il resto dell'isola (e oltre il 70 % della popolazione) fanno parte delle città di Zhuhai e di Zhongshan.  